# Kacha Kacha
Kacha Kacha (auch Khacha Khacha oder Ckacha Ckacha) ist eine Ortschaft im Departamento Chuquisaca im südamerikanischen Andenstaat Bolivien.

## Lage im Nahraum
Kacha Kacha ist drittgrößter Ort des Kanton Mojotoro im Municipio Sucre in der Provinz Oropeza. Die Ortschaft liegt auf einer Höhe von 2105 m an der Mündung des Río Luje in den Río Chico, der flussabwärts nach weiteren 59 Kilometern in den bolivianischen Río Grande mündet.

## Geographie
Kacha Kacha liegt zwischen dem Altiplano und dem bolivianischen Tiefland im Höhenzug der bolivianischen Cordillera Central. Das Klima ist ein kühl-gemäßigtes Höhenklima mit typischem Tageszeitenklima, bei dem die Temperaturunterschiede im Tagesverlauf stärker schwanken als im Jahresverlauf.
Die Durchschnittstemperatur der Region liegt bei gut 17 °C (siehe Klimadiagramm Poroma) und schwankt im Jahresverlauf zwischen knapp 14 °C im Juli und 19 °C von November bis Januar. Der Jahresniederschlag beträgt gut 600 mm, wobei die monatlichen Niederschläge in der halbjährigen Trockenzeit von April bis Oktober bei unter 30 mm liegen, während im Südsommer von Dezember bis Februar Monatswerte zwischen 120 und 150 mm erreicht werden.

## Verkehrsnetz
Kacha Kacha liegt in einer Entfernung von 43 Straßenkilometern nordöstlich von Sucre, der Hauptstadt des Departamentos.
Durch Sucre führt die Nationalstraße Ruta 5, die von der chilenischen Grenze im Westen über Uyuni und Potosí nach Sucre führt und weiter in östlicher Richtung über Mojotoro, Chaco und Chuqui Chuqui in das Tiefland von Santa Cruz, wo sie bei La Palizada auf die Ruta 7 trifft.
Drei Kilometer vor der Ortschaft Chaco zweigt eine unbefestigte Landstraße nach Nordwesten von der Ruta 5 ab, durchquert den Unterlauf von Río Santiago, Río Chaquimayu und Sunchu Tambo und erreicht nach vier Kilometern Paredón. Von hier aus führt auf noch einmal sieben Kilometern eine Straßenverbindung nach Kacha Kacha an der Mündung des Río Luje in den Río Chico.

## Bevölkerung
Die Einwohnerzahl der Ortschaft ist im vergangenen Jahrzehnt angestiegen:
| Jahr | Einwohner         | Quelle       |
| ---- | ----------------- | ------------ |
| 1992 | keine Detaildaten | Volkszählung |
| 2001 | 241               | Volkszählung |
| 2012 | 279               | Volkszählung |
| 2024 |                   | Volkszählung |

Die Region weist einen hohen Anteil an Quechua-Bevölkerung auf, trotz der hauptstädtischen Funktion des Municipios sprechen im Municipio Sucre 61,6 Prozent der Bevölkerung Quechua.